# Берёзовая улица (Зеленогорск)
Берёзовая у́лица — улица в городе Зеленогорске Курортного района Санкт-Петербурга. Проходит от Приморского шоссе до Финского залива.
Первое название — Прикатная улица — известно с 1907 года. Его происхождение не установлено.
В 1920-х годах улицу назвали Louhikatu — в честь персонажа карело-финского эпоса «Калевала» Лоухи.
Наименование Берёзовая улица дано после войны[когда?]

 и связано с местным признаком (см. также Малинная улица).
В 30 метрах южнее Приморского шоссе Берёзовая улица по мосту пересекает реку Жемчужную.
Вся восточная (чётная) сторона Берёзовой улицы является объектом культурного наследия «Парк с гидросистемой». Парк разбит на берегах Зеленогорского ручья в 1900-х годах.

## Застройка
- № 19 — дача А. Н. Францена (О. Бертенсон) (1900—1910-е гг.; объект культурного наследия регионального значения[4]). Это двухэтажное деревянное здание расположено почти на пляже[5].

## Перекрёстки
- Приморское шоссе
- Берёзовый переулок